# Корветы типа «Доха»
Корветы типа «Доха» (также корветы типа «Аль-Зубара») — серия из четырёх корветов, строящихся итальянской компанией Fincantieri для ВМС Катара. Поставка запланирована до 2024 года.

## Разработка
Fincantieri впервые продемонстрировала многоцелевые корветы противовоздушной обороны для ВМС Катара на выставке DIMDEX 2018. В августе 2017 года Катар официально объявил о заказе четырех кораблей этого типа, контракт был подписан в июне 2016 года. Кроме четырёх корветов контракт предусматривает постройку десантного вертолетного корабля-дока (аналогичного алжирскому «Калаат Бени Аббес») и двух океанских патрульных кораблей класса «Мушериб». Стоимость контракта достигает 5 млрд евро.
Церемония первой резки стали на головном корабле Al Zubarah состоялась 30 июля 2018 года на верфи Muggiano в Специи. [1] 27 февраля 2020 года корабль был спущен на воду. [2]
Корабли снабжены высокоскоростными надувными катерами с жестким корпусом, которые спускаются на воду с помощью боковых кранов и подъемных рамп. Корабли типа «Доха» основой корабельного состава ВМС Катара.
Корветы оснащены системой боевого управления Leonardo Athena, многофункциональным РЛК Leonardo KRONOS Grand 3D с АФАР, СУО артиллерии Leonardo NA-30S Mk 2, электронно-оптическими системами Leonardo Medusa и Leonardo SASS IRST, системой РЭБ Elettronica Virgilius, пусковыми установками пассивных помех Lacroix Sylena Mk 2, комплексом противоторпедных ловушек, буксируемой ГАС противоторпедной защиты Leonardo Black Snake и противоминной ГАС Leonardo Thesan. Противолодочное вооружение на корабле отсутствует.
Экипаж составляет 98 человек плюс дополнительные аппартаменты для 14 человек.[1]
Основное вооружение состоит из 76-мм артиллерийской установки Leonardo Оto Super Rapid на носу и двух дистанционно управляемых 30-мм пушек Leonardo Оto Marlin WS-30. Противокорабельное вооружение представлено восемью ракетами MM-40 Exocet Block III. Система ПВО включает УВП Sylver на 16 ячеек для ракет Астер 30 и ЗРК самообороны RIM-116 RAM. Корабли снабжены высокоскоростными надувными катерами с жестким корпусом, которые спускаются на воду с помощью боковых кранов и подъемных рамп. На корме размещены посадочная площадка и ангар для одного вертолета NH90. Энергетическая установка типа CODAD дизельная двухвальная, включающая четыре дизеля MAN 22/38D общей мощностью 42 900 л. с. Максимальная скорость достигает 28 узлов, [1] дальность плавания 3500 миль на скорости 15 узлов, автономность 21 сутки.

## Состав серии
| Название   | Номер | Верфь                 | Заложен    | Спущен     | В строю    | Статус      |
| ---------- | ----- | --------------------- | ---------- | ---------- | ---------- | ----------- |
| Al Zubarah | F101  | Fincantieri, Muggiano | 06.2018    | 27.02.2020 | 28.10.2021 | В строю     |
| Damsah     | F102  | Fincantieri, Muggiano |            | 13.02.2021 |            | Спущен      |
| Al Khor    | F103  | Fincantieri, Muggiano |            | 30.09.2021 | 2022       | Спущен      |
| Sumaysimah | F104  | Fincantieri, Muggiano | 13.02.2021 |            |            | В постройке |